# Емануель Аїву
Емануель Аїву (нім. Emanuel Aiwu, нар. 25 грудня 2000, Лінц, Австрія) — австрійський футболіст нігерійського походження, захисник клубу «Штурм».

## Ігрова кар'єра

### Клубна
Емануель Аїву є вихованцем футбольної школи клубу «Адміра Ваккер», де з літа 2013 року виступав за молодіжну команду. У травні 2018 року Аїву дебютував у матчі австрійської Бундесліги, коли вийшов на поле проти столичної «Аустрії». А з початком нового сезону, у серпні того року Аїву зіграв першу гру на міжнародному рівні. Він вийшов у грі Ліги Європи проти болгарсткого ЦСКА.
Влітку 2021 року захисник перейшов до столичного «Рапіда», де провів один сезон. А через рік - у 2022 року підписав контракт на чотири роки з італійським клубом «Кремонезе». І першу гру в Італії Аїву зіграв у серпні 2022 року.
Сезон 2023/24 Аїву провів в оренді в клубі англійського Чемпіоншипа «Бірмінгем Сіті». В липні 2024 року футболіст повернувся до Австрії, приєднавшись до клубу «Штурм», з яким підписав контракт до 2028 року.

### Збірна
Емануель Аїву має нігерійське походження і викликався до юнацької збірної Нігерії але відмовився від запрошення. З 2019 року провів 13 матчів у складі молодіжної збірної Австрії.

## Титули
Штурм
 Чемпіон Австрії: 2024/25